# Martin Schepelern
Martin Schepelern (født 21. juni 1974) er en dansk politiker og som var regionsrådsmedlem i Region Hovedstaden fra 2018 til 2021. Han blev ved regionsrådsvalget i 2017 valgt for Alternativet, men i 2020 skiftede han til Radikale Venstre. Han var næstformand i social og psykiatriudvalget  og medlem af forretningsudvalget. Han fik ved regionsrådvalget 2021 967 personlige stemmer, hvilket ikke rakte til genvalg. Schepelern stillede op for Radikale Venstre ved Europa-Parlamentsvalget 2024 i Danmark og fik 2.418 personlige stemmer.
Martin Schepelern er uddannet fra UCLA filmskole i 2000, som psykoterapeut fra Psykoterapeutisk institut i 2010  og arbejder som selvstændig psykoterapeut. Han har tidligere arbejdet hos Livslinjen, TUBA kriminalforsorgen, det danske filminstitut samt været producer på bl.a. Big Brother.
Privat er Martin Schepelern bosat i København og har et barn.